# 卢卡圣保林圣殿

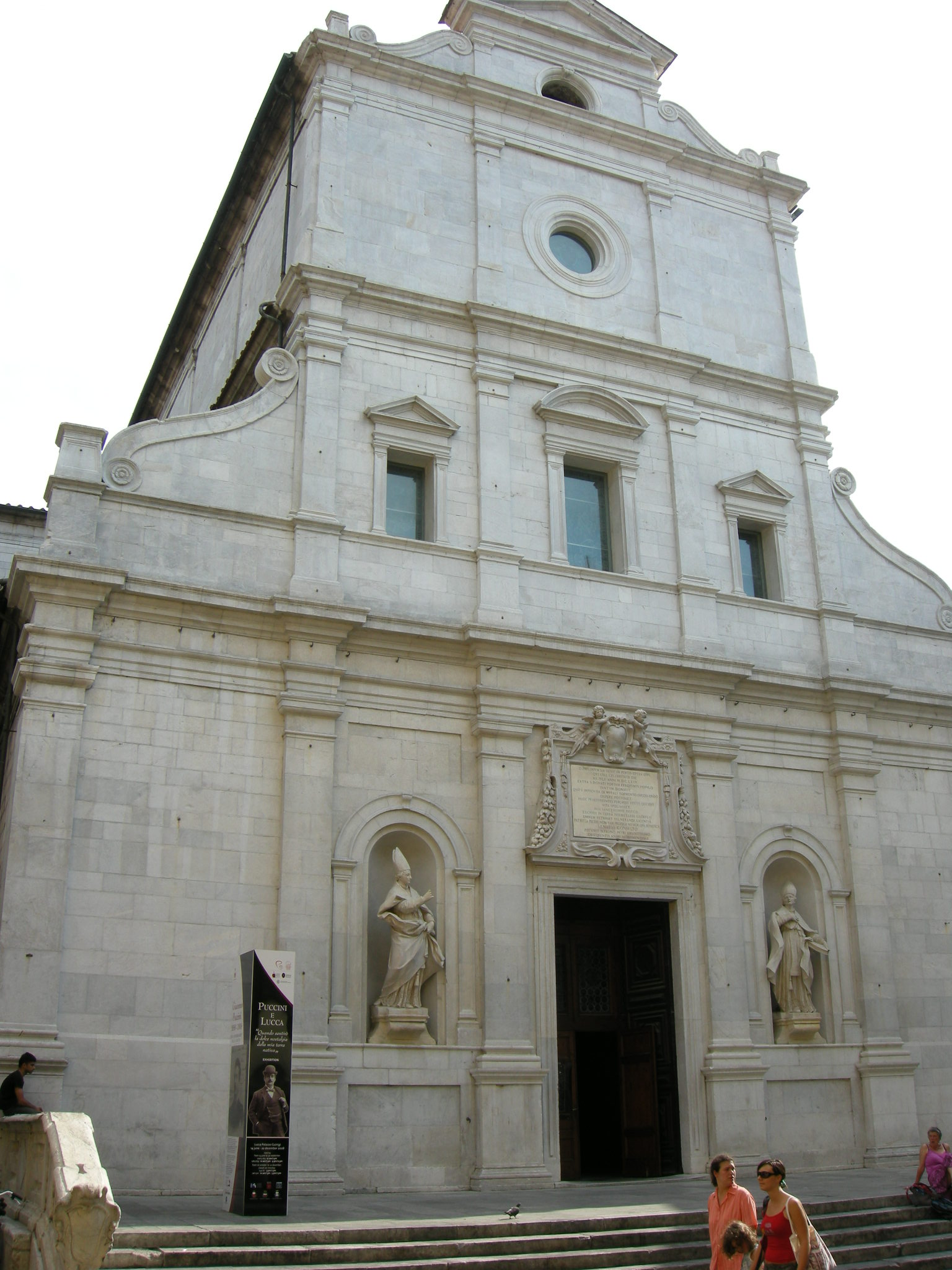
立面

卢卡圣保林圣殿（義大利語：Basilica dei Santi Paolino e Donato）是一座文艺复兴建筑风格的罗马天主教宗座圣殿，位于意大利中部托斯卡纳大区的卢卡，供奉卢卡城的主保圣人圣保林。

## 历史
该处的教堂最早于738年见于记载，名为圣乔治堂。1000年后，该堂重建，改为供奉圣安多尼。1261年后，发现圣保林的圣髑，于是在拆除邻近的圣多拿狄堂的过程中，建造了这座新教堂。1515年，建筑师巴乔·达·蒙特卢波设计了现在的教堂，而由巴斯蒂亚诺·贝尔托拉尼完成。
大理石立面的入口两侧是壁龛，内有圣多拿狄和圣保林的雕像（1710年）。内部有一个大理石咏经席由文森佐和尼科拉奥·奇维塔利。 内部有丰富的壁画。